# スラヴコ・カレジッチ
スラヴコ・カレジッチ（モンテネグロ語：Slavko Kalezić / Славко Калезић、1985年10月4日 - ）は、モンテネグロの歌手、ソングライターである。ユーロビジョン・ソング・コンテスト2017のモンテネグロ代表を務める。
ツェティニェ演劇アカデミー卒業後、モンテネグロ国立劇場楽団の一員となり、多数の演劇や映像作品に出演する。2011年にシングル「Muza」を発表した。また2013年にはXファクターのユーゴスラビア地域版、Xファクター・アドリア第1期に出演しジェリコ・ヨクシモヴィッチがメンターとなるが、生放送される14人の中に残ることはできなかった。2014年にはアルバム『San o vječnostia』を発表する。
モンテネグロ語の他、英語、フランス語、スペイン語を話す。